# 학소암
학소암 (鶴巢庵)은 대한민국 전북특별자치도 전주시 완산구에 있는 암자이다. 1984년 4월 1일 전라북도의 문화재자료 제3호로 지정되었다.

## 개요
이 암자는 조선 정조 10년(1786)에 광혜(廣惠) 스님이 창건했으며, 경내에는 자음전(慈蔭殿)과 극락전(極樂殿)이 있다. 19세기 중엽 다시 세운 자음전에는 나무로 만든 부처를 가운데 모시고 그 좌우에는 돌로 만든 보살이 자리잡고 있으며, 6점의 불교 관련 그림이 있다. 최근 건립한 극락전에는 극락세계의 부처인 아미타여래를 나무로 만들어 모셔두고 있다. 이 암자는 고덕산 서쪽 산기슭에 아담하게 자리잡고 있는데, 학의 둥지를 연상케 하여 학소암이란 이름이 붙여진 듯하다.

## 참고 자료
- 학소암 - 국가유산청 국가유산포털